# Journal of Applied Econometrics
Pour les articles homonymes, voir JAE.
Le Journal of Applied Econometrics (ou JAE) est une revue académique de langue anglaise spécialisée en économétrie appliquée.